# نوزومو ماتسوموتو
نوزومو ماتسوموتو هو شخصية أعمال ياباني، ولد في 2 مايو 1905 في كوبه في اليابان، وتوفي في 15 يوليو 1988.